# Frontera entre Mali i el Níger
La frontera entre Mali i el Níger és la línia fronterera en sentit nord-sud que separa l'oest de Mali de l'est del Níger a l'Àfrica central, separant les regions malianes de Kidal i Gao de les regions nigerines de Tillabéri i Tahoua. Té 821 km de longitud. La línia divisòria passa per la vall d'Azawad i s'estén entre el trifini entre el Níger-Mali-nord-est de Burkina Faso a l'est i la del Níger-Mali-sud d'Algèria a l'oest.